# PPP1R9A
PPP1R9A‏ (Protein phosphatase 1 regulatory subunit 9A) هوَ بروتين يُشَفر بواسطة جين PPP1R9A في الإنسان.